# NGC 1614
NGC 1614 è una galassia a spirale barrata e peculiare situata nella costellazione dell'Eridano, a una distanza di circa 227 milioni di anni luce dalla nostra Via Lattea.

## Scoperta
La galassia è stata scoperta il 29 dicembre 1885 dall'astronomo statunitense Lewis Swift.

## Descrizione
NGC 1614 è una galassia attiva del tipo Seyfert 2, presenta emissioni nell'infrarosso e una larga riga a 21 cm dell'idrogeno neutro. Inoltre è una galassia starburst, cioè è caratterizzata da un'intensa attività di formazione stellare. Il nucleo di NGC 1614 è molto luminoso nell'ultravioletto. La galassia è iscritta nel catalogo di Markarian con il codice Mrk 617 (MK 617).
Nelle immagini riprese dal Telescopio spaziale Hubble, si vedono i bracci di spirale ben definiti. Uno dei bracci si estende notevolmente al di fuori del piano galattico ed è inoltre presente una lunga coda, tipica indicazione che nel passato recente vi è stata l'interazione e la fusione con una galassia più piccola, probabilmente una satellite di NGC 1614. L'interazione ha dato luogo all'intensa attività di formazione stellare che caratterizza NGC 1614. Le immagini nell'infrarosso mostrano anche la presenza di strisce di polveri.

## Supernova
Il 9 febbraio 1996, all'interno di NGC 1614 è stata scoperta la supernova SN 1996D da Laurent Drissen, C. Robert, Y. Dutil e J. R. Roy dipartimento di fisica dell'Università Laval, nel Québec (Canada). La supernova è stata classificata di tipo II.